# Copigmentación
Copigmentación es un fenómeno en el que la pigmentación debido a antocianidinas se ve reforzada por la presencia de otro flavonoide incoloro conocido como cofactores o "copigmentos". Esto se produce por la formación de un complejo no-covalente.

## Ejemplos
en las flores
Un ejemplo son las flores de color púrpura azulado de los iris japoneses de jardín (Iris ensata). La característica floral de coloración de jade del Strongylodon macrobotrys ha sido demostrado ser un ejemplo de copigmentación, un resultado de la presencia de malvina (la antocianina) y saponarina (una flavona glucósido) en la proporción 1:09.
en las bayas
Es un fenómeno observado en el color de la baya de porcelana (Ampelopsis brevipedunculata).
en la comida
Parte de el color del vino tinto puede ser debido al fenómeno de la copigmentación.